# Castell de Torroella (Navars)
El Castell de Torroella era un antic castell de Navars (Bages) situat al cim d'un turó de Sant Salvador de Torroella, a la dreta del riu Cardener, des d'on s'albirava el castell de Cardona i es controlava el pas de l’antic camí ral de Cardona a Manresa. Està inclòs a l'Inventari del Patrimoni Arquitectònic de Catalunya.

## Descripció
Ocupa la part més alta de la franja allargassada que es troba al cim del turó, concretament a l’extrem nord-oest, mentre que al sud-est, i separat uns 140 metres, hi ha les restes de l’església de Torroella Vell. Del castell pràcticament només n’ha quedat part d'una torre circular que, per la part oest, s’assenta directament sobre la roca en una petita cinglera que conforma una defensa natural.
La torre, que mesura 6,80 m de diàmetre, està conformada per un mur de gruix molt considerable, de 1,90 m. L’alçària màxima conservada és d’uns 3 m. La paret és construïda en filades de carreus molt irregulars, mal escairats i units amb morter de calç, més o menys disposats en filades. A la base té una banqueta que sobresurt lleugerament més ampla. Probablement aquestes restes corresponen al segle X. Uns metres al sud de la torre hi ha dos blocs de pedra amb retalls en forma de piques i algun rec. Se'n desconeix la funció.
El recinte superior d’aquest cim allargassat està encerclat per restes d’una muralla d’aparell irregular feta amb blocs de grans dimensions disposats horitzontalment. D’altra banda, als peus del turó pel flanc sud-est es conserva un estructura defensiva de característiques ciclòpies que protegia l’accés al castell per aquesta banda, d’on venia un camí que procedia de l’indret on ara hi ha l’actual parròquia.

## Història
El castell de Torroella era un dels castells termenats que hi havia a l’actual terme de Navàs, i ocupava el sector més occidental. El seu terme comprenia un territori que anava del marge dret del riu Cardener a les terres més properes al marge esquerre, a més de l'enclavament de Malagarriga (al municipi de Pinós). Es trobava dins el comtat de Berga.
El castell està documentat des de l'any 966 en un pergamí del monestir de Santa Maria de Serrateix, conservat a l'Arxiu Diocesà de Solsona. Fa referència a una donació de terres al comtat de Berga, dins el terme de Torrecella (Torroella), al lloc anomenat Palaco (Palà). En els inicis havia format part, junt amb el castell de Coaner, de l'estreta faixa de terreny que fou la marca del comtat de Berga, que anava de Castelladral fins a prop de Tàrrega i que s'interposava entre el vescomtat de Cardona i el comtat d'Urgell (al nord) i els comtats de Manresa i Barcelona (al sud).
El domini eminent pertanyia als comtes de Cerdanya com a titulars del comtat de Berga i, més endavant, en estroncar-se la dinastia, correspongué als comtes de Barcelona. Als segles XI i XII eren feudataris d'aquest castell la família Berga. Sabem que Ecard de Berga jurà fidelitat al comte Guillem Ramon de Cerdanya per aquest castell i pel de Valmanya, entre 1068 i 1095. Al 1135 ho feu Guillem Ramon de Berga al comte Ramon Berenguer IV. Després d'aquest acte se'n desconeixen els feudataris comtals. En relació als castlans d’aquest castell, es té notícia entre 1109 i 1117 d'un personatge anomenat Artal, que jurà fidelitat al comte Bernat Guillem de Cerdanya per l'enclavament de Torroella. No es coneixen més notícies fins al segle XIV, quan el castell va passar a formar part de la vegueria de Manresa i Bages. Consta que l'any 1343 el seu senyor, Berenguer de Jorba, el vengué al jurista manresà i conseller del rei Pere III Jaume Desfar. El 1381 el rei Pere III va vendre la jurisdicció del castell de Torroella al noble Francesc de Perellós, juntament amb Santpedor. Els santpedorencs, però, no acceptaren la submissió i van comprar les jurisdiccions venudes pel rei, entre elles Coaner i Torroella, per revendre-les més tard, l'any 1423, al comte de Cardona. El rei Alfons IV autoritzà als santpedorencs la venda per 3.000 florins d'or. D’aquesta manera, des de principis del segle XV fins a l’extinció de les senyories jurisdiccionals al segle XIX, foren els comtes de Cardona (posteriorment ducs) els que van ostentar el domini del castell de Torrella. El terme de Torroella, doncs, va formar part durant molts anys del gran i poderós comtat de Cardona.